# Industriekraftwerk Wählitz
Das Industriekraftwerk Wählitz ist ein Braunkohlekraftwerk in Wählitz, einem Ortsteil von Hohenmölsen im Burgenlandkreis in Sachsen-Anhalt. Der Komplex wird als KWK-Anlage von der Mitteldeutschen Braunkohlengesellschaft mbH (MIBRAG) betrieben.

## Entstehung
Am 25. August 1994 ging nach zweijähriger Bauzeit das Industriekraftwerk Wählitz auf Basis der Kraft-Wärme-Kopplung ans Netz. Es ersetzte die 70 Jahre alte Kraftwerksanlage auf dem Gelände der ehemaligen Brikettfabrik Wählitz. Die Finanzierung des Neubaus erfolgte mit öffentlichen Mitteln über die Treuhandanstalt und das Bundesumweltministerium. Der Gesamtinvestitionsaufwand betrug 200 Millionen D-Mark. Die Treuhand übertrug das Kraftwerk der MIBRAG, die erst im Jahr der Kraftwerks-Inbetriebnahme privatisiert werden konnte.

## Betrieb
Der Betrieb umfasst die Produktion von Strom für die Tagebaue der MIBRAG sowie die Erzeugung von Fernwärme für einzelne öffentliche, gewerbliche und private Haushalte in Hohenmölsen und Umgebung. Das Kraftwerk ist an das Werkbahnnetz des Tagebaus Profen angeschlossen und wird täglich mit zwei Zügen Rohbraunkohle beliefert. Die Kohle gelangt über Förderbänder in einen Wirbelschichtkessel und wird bei 850 Grad Celsius verbrannt. Pro Tag fallen 120 Tonnen Flugasche und Schlacke an, die laut Unternehmenspublikationen in Tagebaurestlöcher gekippt oder im Straßenbau verwendet werden. Neben der Rohbraunkohle wird in der Feuerungsanlage Klärschlamm sowie Tiermehl und Blutfett mitverbrannt.
Wie jedes Braunkohlekraftwerk hat das Industriekraftwerk Wählitz täglich einen sehr hohen Trinkwasserverbrauch. Der durchschnittliche Bedarf einer KWK-Anlage pro erzeugter Kilowattstunde Strom liegt bei 2,6 Liter. Stündlich werden im Kraftwerk Wählitz 150 Tonnen Wasserdampf produziert. Eine Wasserentnahmeabgabe muss der Betreiber des Kraftwerkes nicht entrichten, ebenso keine Förderabgabe. Zudem ist das Unternehmen gemäß einer Sonderregelung von Zahlungen zur EEG-Umlage befreit, da nach Betreiberangaben der erzeugte Strom dem Eigenverbrauch in den MIBRAG-Tagebauen dient.

## Geplante Abschaltung
In ihrem am 26. Januar 2019 der Bundesregierung vorgelegten Abschlussbericht kam die Kommission für Wachstum, Strukturwandel und Beschäftigung zu dem Ergebnis, dass das Industriekraftwerk Wählitz „an die Bedürfnisse eines modernen Kraftwerks- und Veredlungsstandortes angepasst“ wurde. Die Kommission empfiehlt, den Kraftwerksbetrieb in Wählitz mittel- bis langfristig zu beenden und den Standort an das bestehende Gasnetz im industriellen Maßstab anzuschließen. Laut des Beschlusses sollen spätestens bis zum Jahr 2038 alle Braunkohlekraftwerke in Deutschland abgeschaltet werden.